# Susana Ruiz Cerutti
Susana Myrta Ruiz Cerutti (Buenos Aires, 18 de noviembre de 1940-Buenos Aires, 24 de junio de 2024) fue una abogada, diplomática y política argentina, que ocupó el cargo de ministra de Relaciones Exteriores, Comercio Internacional y Culto, durante la presidencia de Raúl Alfonsín, del 26 de mayo al 8 de julio de 1989, convirtiéndose en la primera mujer en la historia argentina en alcanzar el cargo de canciller, y la primera mujer en ocupar un cargo ministerial desde 1983.
Dentro de la cancillería argentina también se desempeñó como vicecanciller de 1987 hasta 1989, cuando asume como canciller en reemplazo de Dante Caputo, y posteriormente otros cargos en aquel; en su carrera diplomática, además, fue embajadora argentina en Suiza, Liechtenstein y Canadá.

## Biografía
Egresó como abogada de la Universidad de Buenos Aires (UBA), ejerció su profesión hasta su ingreso en el Instituto del Servicio Exterior de la Nación. Egresó del aquella institución en 1968 con medalla de oro y diploma de honor. Entre 1972 y 1985 participó y condujo varias de las misiones, que mediante la mediación papal, lograron resolver el conflicto del canal de Beagle. Fue Representante permanente argentina ante las Organización de las Naciones Unidas (ONU) y en la Organización de Estados Americanos (OEA) y representó a la Argentina en otras organizaciones.
Además, trabajó como directora de la delegación argentina en las negociaciones de la disputa de la laguna del Desierto con Chile; por su trabajo obtuvo la Cruz Pro Eclesia et Pontifice y con la Orden de San Gregorio Magno otorgada por el papa Juan Pablo II.
Después de desempeñarse como asesora jurídica de la cancillería argentina, fue nombrada secretaria de Estado del Ministerio de Relaciones Exteriores (vicecanciller) en 1987, cargo que abandonó en mayo de 1989 cuando asumió la titularidad de la cancillería, designada por el presidente Raúl Alfonsín, en reemplazo de Dante Caputo. Ocupó el cargo seis semanas, hasta la asunción de Carlos Menem, quien nombró a Domingo Cavallo como sucesor, el 8 de julio de aquel año.
Posteriormente volvió a ocupar el cargo de Secretaria de Estado, hasta que fue nombrada Embajadora argentina en Suiza, y como tal le fueron aceptadas las credenciales en Liechtenstein, en 1991. Ocupó el cargo hasta 1996. Más tarde fue nombrada Embajadora en Canadá de 1998 a 1999. Entre 1999 y 2000 fue representante especial para asuntos de las Islas Malvinas e islas del Atlántico Sur con el rango de embajador.
En noviembre de 2000, fue designada secretaria de Relaciones Exteriores, en reemplazo de Enrique Candioti, durante la presidencia de Fernando De la Rúa.
Fue designada, en 2001, consejera legal del Ministerio de Relaciones Exteriores, cargo que ocupa en la actualidad. En aquel cargo participó en las mediaciones entre Argentina y Uruguay en el conflicto por las pasteras, entre 2006 y 2010; inclusive cuando se llevó el problema a la Corte Internacional de Justicia en La Haya.
Ganó dos veces el premio Konex: en 1998 y 2008, en la categoría Diplomacia.
En abril de 2012 fue designada como Miembro Titular de la Academia Nacional de Geografía de Argentina, disertando sobre el tema "La geografía en las controversias entre estados", en una integración a esta disciplina aparte de sus conocimientos en Derecho internacional.